# Gabriel Maura i Montaner
Gabriel Maura i Muntaner (Palma, 1842-1907) fou un escriptor i empresari mallorquí. Era el major dels germans Maura (Miquel, prevere; Bartomeu, pintor i gravador; Francesc, pintor, i Antoni, polític).

## Biografia
A la mort del seu pare, el 1866, es va haver d'encarregar del negoci familiar, una indústria d'adobs de pell, i assumí la direcció del nucli familiar. Amb l'inici de la carrera política del seu germà, 1881, esdevingué el seu procurador i intermediari amb la societat local; el 1890, traslladà i amplià la fàbrica al Molinar i finalment feu fallida, poc abans de la seva mort.
Aquest «personatge sense biografia», en expressió d'Enric Cassany i Cels, fou un home d'inquietuds literàries ocasionals, que va desenvolupar entre 1865 i 1887. La seva obra, sobretot en català, està escampada en almanacs i publicacions periòdiques, el 1868 obtingué un accèssit als Jocs Florals amb la poesia l'espigolera i tres dels seus poemes foren publicats a l'antologia Els poetes romàntics de Mallorca, l'any 1950, a cura de Manuel Sanchis Guarner. Tanmateix, és en la narrativa on Gabriel Maura mostrà les seves millors qualitats literàries.

## Narrativa

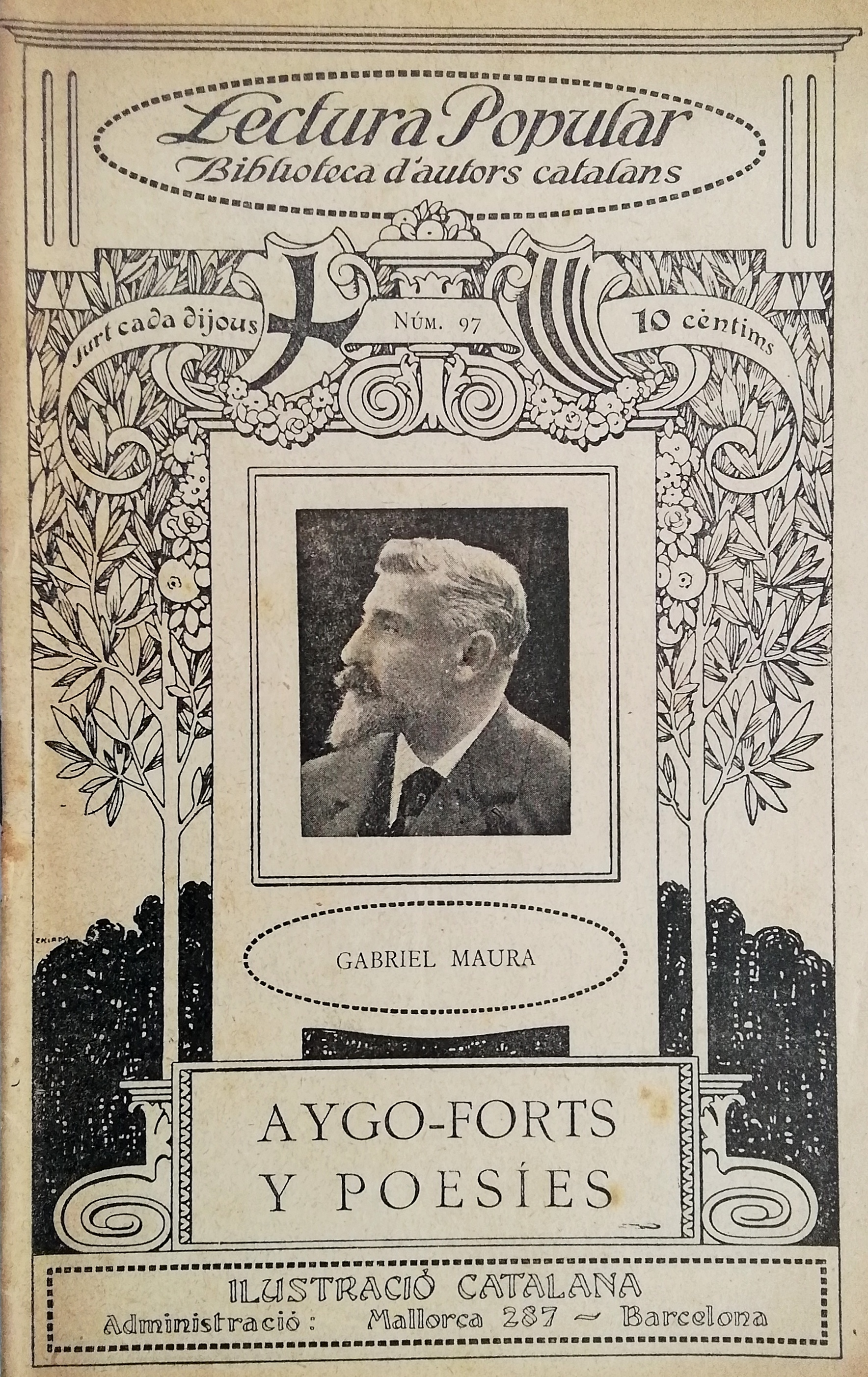
Aigoforts i poesies de Gabriel Maura en una edició publicada a Barcelona cap a l'any 1915 per la col·lecció Lectura Popular Biblioteca d'autors catalans de la Il·lustració Catalana

Entre 1879 i 1887, publicà diverses narracions a les revistes L'Ignorància i La Roqueta, de les quals vuit foren aplegades en una obra intitulada Aigoforts (1892). Aquesta obra tan minsa és suficient per qualificar-lo com un extraordinari escriptor de costums i el millor narrador de creació que donà Mallorca al segle xix, gairebé, malgrat ell.
Els relats de Maura, escrits amb les formes dialectals de la Palma del xix però sense renunciar a la intenció culta, va de la paròdia a la sàtira d'estampes típiques o dels tòpics socials; fa ús d'un llenguatge cru, mordaç, enèrgic i humorístic, ple d'hipèrboles, que poden arribar a ser violentes; és molt selectiu en els detalls significatius amb els quals obté una imatge de conjunt que resulta d'una gran eficàcia literària.
A més, a diferència de la resta d'escriptors de costums, Maura no cerca la neutralitat del narrador, ans al contrari, qualifica moralment els seus personatges o les escenes que descriu, denunciant la hipocresia, la mesquinesa i les convencions socials de la societat mallorquina del moment, arribant així a acostar-se a la novel·la realista en les seves millors peces: «Escola pràctica» i «Ses paparrines».

## Distincions
- Un carrer de Palma porta el seu nom.
- El Premi Ciutat de Palma de novel·la portà el seu nom entre 1955 i 1977, en què va passar a dir-se Llorenç Villalonga de novel·la.